# 荒唐分局 (第五季)
《荒唐分局》第五季（英語：Brooklyn Nine-Nine Season 5）由丹·戈爾與邁克爾·舒爾共同開創，自2017年9月26日至2018年5月20日間於FOX首播。故事以紐約布魯克林區虛構的99分局為背景，描繪分局警探辦案過程的日常笑料。

## 製作
本季於2017年5月12日獲得續訂。
相較其他劇集較常慶祝100集，本劇則以與劇名相關的99集作為劇集里程碑。該集劇情將描述主角們計畫返回紐約卻不順遂的公路旅行，並從中回望起始點，檢視角色自始至今的轉變，看著主要角色一路走來的成長，並展望未來。不過，主創丹·戈爾也視第100集為一優秀、有趣又具有意義的集數，該集設定為探討議題集，與上一季第16集探討種族歧視的「小被被」相同，均會為觀眾帶來具深度的情節。
本季收視持續低迷，使得本劇處於遭取消的危機中，對此，戈爾表示：「FOX一直都很支持與鼓勵我們繼續創作，而他們官方也表明不參照收視數據，我希望這是真的。」本劇在DVR Live+7（首播+7天）的收視表現不差，於Hulu也收獲許多觀看人數，但在傳統電視收視上卻表現不佳，而播出時段可能是影響本劇家庭收視群的原因之一。
2018年5月10日，FOX正式宣布取消本劇，本季一度成為劇集的最終季，製作公司環球電視便隨即洽詢新的播出平台，Hulu與TBS均有可能接手，但Hulu在隔日確定放棄拾起本劇，並由環球電視的姊妹電視網NBC接手，宣布續訂第6季。

### 選角
由於飾演吉娜·林內蒂的雀兒喜·柏瑞蒂懷孕，因此在上一季便安排吉娜懷孕的情節，好使柏瑞蒂與角色吉娜能夠隨劇情一同休產假，故柏瑞蒂於本季上半季將缺席8至9集。其他主要演員安迪·山伯格、安德魯·布瑞格、梅麗莎·弗莫洛、泰瑞·克魯斯、史蒂芬妮·碧翠絲、喬·洛·特魯格里奥、迪爾克·布洛克與喬爾·麥金農·米勒等則全數回歸。
2018年1月4日，宣布《美國犯罪故事》、《這就是我們》黃金時段艾美獎得主斯特林·K·布朗將於第5季下半季客串飾演一名謀殺嫌疑犯菲利普·大衛森。2月28日，據傳《貞愛好孕到》金球獎視后吉娜·羅德里奎將客串本季下半季，有機會與碧翠絲所扮演的蘿莎發展戀情。3月2日，宣布於前幾季客串演出「龐帝克大盜」的克雷格·羅賓森將第5度回歸本劇。

## 演員陣容

### 主要演員
- 安迪·山伯格 飾演 傑克·普拉塔
- 史蒂芬妮·碧翠絲 飾演 蘿莎·迪亞茲
- 泰瑞·克魯斯 飾演 泰瑞·傑福茲
- 梅麗莎·弗莫洛 飾演 艾美·聖蒂亞可
- 喬·洛·特魯格里奥 飾演 查爾斯·波伊爾
- 雀兒喜·柏瑞蒂 飾演 吉娜·林內蒂
- 安德魯·布瑞格 飾演 雷·霍爾特
- 迪爾克·布洛克（英语：Dirk Blocker） 飾演 邁克爾·希區考克
- 喬爾·麥金農·米勒（英语：Joel McKinnon Miller） 飾演 諾姆·史考利

### 特別客串
- 凱蒂·薩歌（英语：Katey Sagal） 飾演 凱倫·普拉塔
- 吉米·史密茲 飾演 維多·聖蒂亞可
- 布萊德利·惠特福德 飾演 羅傑·普拉塔
- 丹尼·特瑞歐 飾演 奧斯卡·迪亞茲
- 吉娜·羅德里奎 飾演 艾莉西亞
- 克雷格·羅賓森（英语：Craig Robinson (actor)） 飾演 道格·朱迪

### 常設演員
- 提姆·麥道斯（英语：Tim Meadows） 飾演 凱勒布
- 盧·戴蒙·菲力浦 飾演 傑夫·雷米洛
- 托比·哈斯 飾演 格蘭維爾
- 艾莉森·托爾曼（英语：Allison Tolman） 飾演 奧莉薇雅·克勞馥
- 傑森·曼薩凱斯（英语：Jason Mantzoukas） 飾演 阿德利安·皮曼托
- 馬克·伊凡·傑克遜（英语：Marc Evan Jackson） 飾演 凱文·科茲納
- 保羅·埃德爾斯頓 飾演 謝默斯·墨菲
- 溫斯頓·史都瑞 飾演 比爾·杭默卓

### 客串演員
- 狄恩·溫特斯 飾演 “禿鷹”基斯·潘布洛克
- 吉娜·葛森（英语：Gina Gershon） 飾演 梅蘭妮·霍金斯
- 弗雷德·阿米森 飾演 梅利普諾斯
- 凱爾·柏海莫 飾演 泰迪·威爾斯
- 弗雷德·梅拉梅德（英语：Fred Melamed） 飾演 D·C·帕洛夫
- 奧田艾咪（英语：Amy Okuda） 飾演 千愛姬

## 集數
| 總集數 | 集數 （季） | 標題                              | 導演             | 編劇                         | 首播日期       | 製作 代碼 | 美國收視人數 （百萬） |
| --- | ----------- | --------------------------------- | ---------------- | ---------------------------- | -------------- | --------- | --------------------- |
| 91 | 1           | 監獄生活Pt. 1 The Big House Pt. 1 | 崔斯特姆·薛皮洛  | 盧克·戴爾·翠帝夏             | 2017年9月26日  | 501       | 1.96                  |
| 在傑克期待已久的探監日被迫中斷後，他決定聽取好獄友凱勒布的建議，向監獄大老雷米洛交易以取得手機。霍爾特與泰瑞過度關心服刑的蘿莎，於是蘿莎交付了兩人許多待辦事項，這讓霍爾特與泰瑞有些吃不消。格蘭維爾典獄長發現傑克偷渡監獄外的產品，因此取消傑克與凱勒布的保護監禁資格，將兩人送回普通監獄，這使因警察身分而備受生命威脅的傑克，得設法加入監獄幫派好獲得保護。蘿莎不斷地提出更多的代辦清單，這讓霍爾特與泰瑞終於受不了而拒絕，蘿莎這才坦承自己尚在心理調適，因此非常需要兩人以平常心的態度待她，而非特別禮遇或過多的關照。傑克打算投靠最有勢力的雷米洛，然而雷米洛的條件卻是要傑克了結某名獄警，但在傑克的三寸不爛之舌下，雷米洛才勉強答應改為讓該獄警捲地舖走人。傑克計畫惹毛獄警以遭爆打，並暗中拍下影片好告發獄警，然而不擅長使用智慧型手機的凱勒布卻一直壞事，格蘭維爾典獄長更意外發現手機的存在。為了剷除監獄走私大宗的雷米洛，格蘭維爾典獄長決定和傑克交換條件，渴望與艾美通話的傑克，只好答應成為格蘭維爾典獄長的間諜。 未登場：雀兒喜·柏瑞蒂 飾演 吉娜·林內蒂 客串：提姆·麥道斯 飾演 凱勒布、盧·戴蒙·菲力浦 飾演 傑夫·雷米洛、托比·哈斯 飾演 格蘭維爾典獄長 |             |                                   |                  |                              |                |           |                       |
| 92 | 2           | 監獄生活Pt. 2 The Big House Pt. 2 | 邁克爾·麥當勞    | 賈斯汀·諾寶                  | 2017年10月3日  | 502       | 1.74                  |
| 格蘭維爾典獄長逼迫傑克冒著生命危險摸清雷米洛的販毒管道，否則他將洩露傑克是間諜的事實，但雷米洛又不會這麼輕易地將販毒細節透露給傑克，這使傑克陷入兩難。惡名昭彰的犯罪集團頭目謝默斯私下和艾美接觸，表明自己有能逮到霍金斯的關鍵證據，但99分局便得欠上他一條人情債。傑克決定發揮警探的辦案能力，在凱勒布的協助下，他發現雷米洛將毒品混入肥皂，並在廁所裡製毒，然而因傑克洗了毒品肥皂，導致他產生吸毒症況，這讓雷米洛開始信任他而脫口說出毒品肥皂一事，使得傑克原先假裝不知情而得以逃脫間諜嫌疑的計劃破滅。礙於謝默斯的惡行，99分局同仁一致認同不該和謝默斯合作，於是他們決定引誘霍金斯前去監獄探監蘿莎，好藉機潛入其轎車安裝手機監視系統，但此計劃最終還是因被霍金斯識破而以失敗收場。雷米洛在發現毒品肥皂被沒收後，他打算向傑克報復，結果凱勒布卻替傑克擋了一刀，與此同時，霍爾特藉由養豬知識，洞悉霍金斯將走私鑽石藏在豬隻的肚裡，這成功定罪霍金斯，並洗刷傑克和蘿莎的冤屈，而傑克也因此逃過雷米洛的後續報復行動。最後，在99分局同仁歡慶傑克與蘿莎歸隊之際，霍爾特接到謝默斯的電話，由此揭露原來養豬知識此破案關鍵是來自謝默斯。 未登場：雀兒喜·柏瑞蒂 飾演 吉娜·林內蒂 客串：提姆·麥道斯 飾演 凱勒布、吉娜·葛森 飾演 梅蘭妮·霍金斯中尉、盧·戴蒙·菲力浦 飾演 傑夫·雷米洛、托比·哈斯 飾演 格蘭維爾典獄長、保羅·埃德爾斯頓 飾演 謝默斯·墨菲、克萊頓·英格利什 飾演 理查 |             |                                   |                  |                              |                |           |                       |
| 93 | 3           | 獄後 Kicks                        | 艾瑞克·艾普爾    | 安德魯·蓋斯特                | 2017年10月10日 | 503       | 1.68                  |
| 懷念辦案而受不了只能執內勤的傑克，打算進行市警察訓練局的評估，好得以重新執外勤，但若傑克未能通過，則可能遭受停職。蘿莎懷疑阿德利安劈腿，而曾在愛情裡受過傷的泰瑞支持蘿莎跟監阿德利安，結果阿德利安果真和一名女性約會，這讓蘿莎怒不可遏。傑克和查爾斯聯手偵辦運動鞋失竊案，就在傑克洞悉嫌犯犯罪手法並逮到嫌疑犯後，他卻對自己產生質疑而放走嫌疑犯，經過重新的調查，證實其原先的辦案推論是正確的，但放走嫌犯此舉，卻恐讓傑克無法通過霍爾特的評估。蘿莎決定向阿德利安攤牌，而阿德利安坦承自己正在向女教師學習西班牙語，欲討蘿莎父親的歡心，這讓蘿莎驚覺自己錯怪了阿德利安。傑克坦承在經歷冤獄事件後，讓他開始擔心自己冤枉好人而失去判斷力，但原本擔心傑克會因此草率的霍爾特，認為傑克變得謹慎而通過了其評估，不過傑克仍決定正視自己的創傷，而選擇繼續執內勤。蘿莎坦承在她懷疑阿德利安劈腿而決定分手時，其內心竟感到如釋重負，不得不正視內心感受的她，便決定向阿德利安提出分手，即便這讓阿德利安心撕裂。 未登場：雀兒喜·柏瑞蒂 飾演 吉娜·林內蒂 客串：傑森·曼薩凱斯 飾演 阿德利安·皮曼托、弗拉基米爾·卡馬諾 飾演 菲爾、奧田艾咪 飾演 千愛姬 |             |                                   |                  |                              |                |           |                       |
| 94 | 4           | 萬聖節驚喜 HalloVeen              | 潔米·巴比特      | 丹·戈爾                      | 2017年10月17日 | 504       | 1.69                  |
| 萬聖節到來，大家皆已蓄勢待發，打算奪下今年的搶奪戰冠軍寶座。傑克先是和查爾斯合作，並再度找來比爾協助他們混淆視聽，以搶先取得今年的爭奪物－腰帶，殊不知，查爾斯卻在背地裡集結過往未曾奪下勝利的蘿莎和泰瑞，選擇背叛傑克。霍爾特洞悉查爾斯的計劃，於是利用切達暗中叼走腰帶，結果卻被艾美中途攔截，並進行了「偷物換狗」的行動，隨後神不知鬼不覺地將腰帶置入自己的保險箱中。好不容易掙脫束縛的傑克，找來許多人和自己一同扮成侍女，以混入辦公室，並由比爾成功掉包了艾美的保險箱。就在霍爾特被傑克誤導後，艾美察覺腰帶真正的所在之處，正當艾美終於取得腰帶並準備迎接勝利時，卻發現腰帶上竟刻著求婚詞，而傑克也在此時向艾美屈膝求婚。 未登場：雀兒喜·柏瑞蒂 飾演 吉娜·林內蒂 客串：溫斯頓·史都瑞 飾演 比爾 |             |                                   |                  |                              |                |           |                       |
| 95 | 5           | 成癮 Bad Beat                     | 凱特·寇伊若      | 卡蘿·柯爾布                  | 2017年11月7日  | 505       | 1.50                  |
| 傑克與泰瑞為了追緝軍火商罪犯丹尼爾·維爾達諾，而決定臥底進入賭場，然而擁有賭癮的霍爾特卻在指導傑克的同時，癮性復發。如願成為傑克伴郎的查爾斯，和艾美展開餐車創業計劃，結果他們的餐車卻被破壞，亦未能獲得保險理賠。蘿莎決定和希區考克及史考利較量，比賽看誰最能長期坐在椅子上，雖然這看似輕鬆，但蘿莎隨即將發覺此非易事。霍爾特越來越沉迷於賭博，這令傑克與泰瑞不得不讓霍爾特退出臥底行動，但此舉依舊未能阻止霍爾特，霍爾特更直接現身賭場，並堅稱自己只是沉迷於數學的計算。艾美發現自己不該只著重於餐車的理賠，反而應著眼在查爾斯夢想的實踐，並在和查爾斯約法三章後，兩人持續向創業之路邁進。蘿莎在和希區考克及史考利競爭的同時，培養出革命的情感，也因此更加尊重兩人。霍爾特的警察身分被丹尼爾的手下識破，在傑克發覺霍爾特說謊的小破綻後，他與泰瑞及時拯救了遭丹尼爾挾持的霍爾特，而霍爾特也對自己沉迷賭博一事感到羞愧，在感謝傑克與泰瑞的同時，也決定參加互助會。 未登場：雀兒喜·柏瑞蒂 飾演 吉娜·林內蒂 客串：大衛·費格利奧里 飾演 丹尼爾·維爾達諾 |             |                                   |                  |                              |                |           |                       |
| 96 | 6           | 婚禮場地 The Venue                | 蔻特妮·卡瑞歐    | 馬特·勞頓                    | 2017年11月14日 | 506       | 1.64                  |
| 傑克與艾美好不容易找到一間別緻的豪宅作為婚禮場地，就在他們打點好婚禮的其他瑣事後，「禿鷹」潘布洛克卻突然殺出，搶先訂走了豪宅，這讓措手不及的傑克與艾美，面臨完美婚禮泡湯的危機。傑克與艾美為了搶回婚禮場地，決定前去找禿鷹的未婚妻琴恩·芒洛談判，結果他們卻發現琴恩竟然是個慈善家，這不僅令他們難以啟齒，更意外成為了機構捐款人。有著被他人喜愛執著的泰瑞，與一名基層女警員泰芮產生嫌隙，偏執的他，決心要討好泰芮，這令無法理解的霍爾特不禁指點他。曾經在獲頒勳章的典禮上，搶走查爾斯光彩的花生醬警長失蹤了，對牠心生妒忌的查爾斯，在拯救被綁架的花生醬馬警時，卻被媒體捕捉到出糗畫面，不瞭實情的記者更大力讚揚馬警，這讓查爾斯相當失落。不信任禿鷹已改過遷善的傑克與艾美，意外發現禿鷹仍在使用交友軟體，在他們以此威脅禿鷹後，卻仍因良心過意不去而向琴恩坦承一切，這不僅毀了禿鷹與琴恩的婚事，他們亦未從中搶回婚禮場地。最後，泰瑞在經過霍爾特的勸戒，試著放下與泰芮的隔閡，而查爾斯則在蘿莎的幫助下，扳回了顏面。 未登場：雀兒喜·柏瑞蒂 飾演 吉娜·林內蒂 客串：瑪莉亞·賽耶 飾演 琴恩·芒洛、狄恩·溫特斯 飾演 禿鷹 |             |                                   |                  |                              |                |           |                       |
| 97 | 7           | 兩隻火雞 Two Turkeys              | 艾力克斯·里德    | 大衛·菲利浦斯                | 2017年11月21日 | 508       | 1.66                  |
| 感恩節到來，普拉塔與聖蒂亞可兩家人將共進感恩節大餐，擔心雙方家長會因個性迥異而不合的傑克與艾美，設想了緩和氣氛的後備計畫。霍爾特買了個自己喜歡的西式餡餅，打算帶去凱文家與其父母分享，結果他卻發現餡餅不翼而飛，懷疑有人竊走餡餅的他，便對99分局同仁展開調查。傑克與艾美發現沒人能抗拒美酒的誘惑，因此決定藉酒來趨緩雙方越趨緊張的氛圍，起初雙方家長如兩人所願融成一片，但酒精的發酵，卻讓維多與羅傑在各事物上展開較勁。維多與羅傑的競爭也引發傑克與艾美的爭執，當羅傑在和維多比賽切火雞時，卻不小心切斷了自己的大拇指，這嚇壞了所有人。霍爾特發現泰瑞、蘿莎與查爾斯都說了謊，他們各自的感恩節計畫都有所隱情，但餡餅皆不是他們偷走的，而是不喜歡該餡餅又不想傷害他的凱文。雖然維多與羅傑較勁意味濃厚，但在患難見真情下，雙方相擁棄前嫌，這令傑克與艾美相當感動。 未登場：雀兒喜·柏瑞蒂 飾演 吉娜·林內蒂 特別客串：凱蒂·薩歌 飾演 凱倫·普拉塔、吉米·史密茲 飾演 維多·聖蒂亞可、布萊德利·惠特福德 飾演 羅傑·普拉塔 客串：柏緹拉·戴馬斯 飾演 卡蜜拉·聖蒂亞可、馬克·伊凡·傑克遜 飾演 凱文·科茲納 |             |                                   |                  |                              |                |           |                       |
| 98 | 8           | 偶像回歸 Return to Skyfire        | 琳達·曼陀莎      | 尼爾·坎貝爾                  | 2017年11月28日 | 507       | 1.73                  |
| 《天火循環》作家D·C·帕洛夫再次遭到威脅，於是他請來泰瑞與傑克替他偵破案件。99分局將舉辦鑑識科學的課程，而計畫參加的霍爾特與艾美，卻擔心查爾斯的多話會影響課堂的教學品質。泰瑞與傑克懷疑作家勒索案是帕洛夫的仇敵勞森所為，結果他們卻發現勞森竟也遭受到金錢的勒索。霍爾特與艾美決定拿查爾斯當石膏模型，來防止查爾斯說話，結果卻忘記事先塗抹潤滑液而犯下錯誤。在傑克鼓勵泰瑞對自己的創作有信心之餘，他發現帕洛夫對泰瑞釋出的善意，其實是為了掩蓋他與勞森為了書本銷售量而策劃的陰謀，而泰瑞也嗅出其中的端倪。霍爾特與艾美原本害怕因犯錯而無法領取證書，並有意藏匿被石膏困住的查爾斯，但在得知查爾斯為他們設想的心意後，他們決定接納查爾斯說話的權利，並勇於面對過錯。雖然泰瑞最終面臨文筆不佳與偶像崩毀的窘境，但傑克仍鼓勵他繼續創作，並從中學習。 未登場：雀兒喜·柏瑞蒂 飾演 吉娜·林內蒂 客串：弗雷德·梅拉梅德 飾演 D·C·帕洛夫、雷吉·李 飾演 雷諾·伊博士、羅伯·許貝爾 飾演 藍敦·勞森 |             |                                   |                  |                              |                |           |                       |
| 99 | 9           | 99分局萬歲！ 99                   | 佩曼·班茲        | 安迪·巴布洛                  | 2017年12月5日  | 509       | 1.94                  |
| 99分局同仁前往洛杉磯參加麥金利的喪禮，而霍爾特同時接獲面試紐約市警察局長的消息。艾美發現自己總是處於神經緊張的狀態，於是決定試著以隨興的態度處事，而波伊爾則在得知蘿莎已有新歡後，試圖挖掘內情。在返回紐約的路上，99分局同仁行經傑克最愛的電影《終極警探》中之中富大樓，於是一行人臨停參訪，結果卻被困在施工的樓層內。在他們好不容易脫困並抵達機場時，不僅未趕上原定班機，更因中西部風暴而面臨後續航班全遭取消的窘境。在租車公司以無車可借的情況下，99分局同仁開著一台老舊露營車展開公路旅途，結果車子卻在途中爆炸。99分局同仁輾轉投靠波伊爾居住在德州的表親家，面對霍爾特可能無法趕上面試的困境，視霍爾特如父親般存在並感激他的傑克，仍不願放棄最後一絲希望，但他隨後卻發現這趟旅程所遭遇的災難，其實都是霍爾特所設的局。99分局同仁在得知霍爾特為救出傑克與蘿莎而和墨菲交易後，霍爾特坦言深怕自己若真的當上局長，會讓墨菲變本加厲，但99分局同仁不願讓霍爾特為此犧牲，仍鼓勵他追逐夢想，而他們屆時會設法聯手對付墨菲。在艾美重回神經緊張狀態，清晰地規劃返程計畫後，霍爾特終於趕上位在紐約的面試，並成為正式候選人，而波伊爾意外得知蘿莎其實是名雙性戀者，並在好奇之餘，也給予了她支持。 未登場：雀兒喜·柏瑞蒂 飾演 吉娜·林內蒂 |             |                                   |                  |                              |                |           |                       |
| 100 | 10          | 遊戲之夜 Game Night               | 崔斯特姆·薛皮洛  | 賈斯汀·諾寶 卡莉·海拉姆·塔許 | 2017年12月12日 | 510       | 1.81                  |
| 蘿莎在向99分局同仁出櫃後，她決定藉能言善道的傑克來向父母親出櫃。99分局的網路受到甫搬至樓下的網路犯罪組之影響，而霍爾特與泰瑞則和該單位負責人戴文溝通無效。蘿莎未事先通知便安排傑克陪同她與父母親用餐，並打算藉機讓傑克替她出櫃，但最後卻臨陣退縮，更順著誤會要傑克假扮自己的男友。99分局同仁決定向請產假的吉娜尋求幫助，以和網路犯罪組達成協議，但休假中的吉娜卻回絕了同事們的請求。在蘿莎看見父母察覺傑克和艾美之關係後的反應，發現父母寧願她當別人感情的第三者，也不願面對她可能是同性戀的事實，於是她便憤怒地向父母親坦承性向。網路犯罪組未領情99分局的示好，直到吉娜現身，並將她挖掘到戴文的糗事公諸於世，網路犯罪組才不得已滿足99分局的需求。正當蘿莎以為父母如往常般邀請她參加家庭遊戲之夜，代表他們已接受她的性向時，她才發現父母將她的真實性向視為一個過渡期，並認為她終將和男人結婚後，失望的她正式放棄與父母溝通。吉娜以開發副業為由，向99分局宣布自己的去意，但不捨的艾美與查爾斯試圖挽留她，而吉娜確實也在兩人動之以情下，選擇回歸99分局。蘿莎在受傑克的支持之餘，她的父親奧斯卡嘗試接納並了解她的性向，而身為LGBTQ一員的霍爾特，也感謝蘿莎的勇敢。 特別客串：丹尼·特瑞歐 飾演 奧斯卡·迪亞茲 客串：歐爾佳·梅瑞迪茲 飾演 茱莉亞·迪亞茲、保羅·許爾 飾演 戴文·凱瑟托爾                                                                                      |             |                                   |                  |                              |                |           |                       |
| 101 | 11          | 要求 The Favor                    | 小維多·內利      | 艾莎·卡爾                    | 2017年12月12日 | 511       | 1.81                  |
| 謝默斯要求霍爾特通過他舉辦街區派對的申請，但霍爾特卻對此感到存疑而打算拒絕，不過99分局同仁卻不樂見霍爾特的職涯因此受到影響。為了滿足謝默斯的需求，同時阻礙墨菲家族的犯罪惡行，傑克與查爾斯刻意接近身為墨菲家族一員的凱爾，但凱爾的成事不足敗事有餘，令傑克與查爾斯相當頭痛。將規章奉為寶的艾美，發現條例存在漏洞，與此同時，泰瑞發現吉娜利用他的好意，瞞騙他翹班。在傑克與查爾斯成功和凱爾搭上線，並幫助他重回墨菲家族後，99分局成功藉凱爾監聽謝默斯，並在霍爾特和謝默斯交換條件的同時，暗中破壞墨菲家族的犯罪計畫。喪志的艾美在蘿莎的提振下，決定藉條例漏洞來對付漏洞，而吉娜則在謊言被揭穿後，向泰瑞道出身為職場媽媽的複雜情緒與難處。傑克在發現謝默斯因計畫失敗而懷疑凱爾，並打算對凱爾不利時，他決定藉公權力逮捕凱爾以保護他，但這卻讓謝默斯察覺99分局的計謀，並以凱文威脅霍爾特。 客串：保羅·埃德爾斯頓 飾演 謝默斯·墨菲、麥克·米契 飾演 凱爾·墨菲、卡莉絲·伯克 飾演 慕莉兒 |             |                                   |                  |                              |                |           |                       |
| 102 | 12          | 安全屋 Safe House                 | 妮莎·嘉娜卓      | 安迪·戈許                    | 2018年3月18日  | 512       | 1.92                  |
| 99分局展開保護凱文的行動，受恩的傑克便自告奮勇，願和凱文一同入住安全屋。霍爾特在安全屋訂下許多規則，使得傑克與凱文被迫過著乏味又受限制的生活。正當組織犯罪組展開拘捕謝默斯的行動時，卻發現謝默斯早已潛逃，這使得傑克與凱文回歸自由的希望破滅。凱文前往圖書館的請求遭拒，導致他與霍爾特產生爭執，甚至嚴重到鬧離婚的地步。蘿莎臥底成謝默斯女友妮基的美髮客人，好藉機套出謝默斯的藏匿處，與此同時，史考利協助艾美與泰瑞拼湊謝默斯成堆的碎紙，好尋得蛛絲馬跡。傑克為了挽救霍爾特和凱文的婚姻，決定私自帶著凱文外出，結果卻被霍爾特發現，甚至遭人尾隨，更導致霍爾特被持槍挾持。傑克從分局同仁給予的資訊，追蹤到謝默斯的所在地，卻不小心遭逮，就在他與霍爾特即將遭遇不測時，凱文即時駕車衝撞、拯救了兩人，而謝默斯與其犯罪集團也因此被一網打盡。 客串：馬克·伊凡·傑克遜 飾演 凱文·科茲納、保羅·埃德爾斯頓 飾演 謝默斯·墨菲、希瑞娜·菲亞洛 飾演 妮基 |             |                                   |                  |                              |                |           |                       |
| 103 | 13          | 談判 The Negotiation              | 琳達·曼陀莎      | 菲爾·奧加斯塔·傑克森         | 2018年3月25日  | 513       | 1.83                  |
| 在一場珠寶搶劫人質案中，嫌犯特別指名由傑克擔任談判專家，當傑克與嫌犯會面時，才發現嫌犯竟是洗心革面的道格·朱迪。局長評選委員會委員到訪99分局，打算接觸霍爾特旗下的警探，以對霍爾特進行評分，這令慌張的霍爾特必須攜手泰瑞改造希區考克。道格聲稱自己是被惡名昭彰的毒梟以母親的性命做威脅，才逼不得已搶劫珠寶店，相信他的傑克，決定說服蘿莎參與他們引誘毒梟的計畫，並設法瞞過緊急服務組。波伊爾的餐車終於開張，艾美與吉娜決定助波伊爾一臂之力，結果披上廚師服的波伊爾卻變了一個人似地嚴厲且難相處。緊急服務組的丹尼斯發現傑克和道格欺瞞他們後，在試圖阻止傑克時，因為了升遷而加入傑克的計畫，雖然他們如願逮捕了毒梟，但道格卻帶著珠寶逃跑，這令又被擺了一道的傑克陷入事業危機。最後，道格看在和傑克的友情，決定歸還珠寶，而希區考克則在結束和委員交談過後，選擇從知性外貌回歸本性。 特別客串：克雷格·羅賓森 飾演 道格·朱迪 客串：克里斯·鮑爾 飾演 丹尼斯·寇爾 |             |                                   |                  |                              |                |           |                       |
| 104 | 14          | 偵訊室 The Box                    | 克萊兒·史坎倫    | 盧克·戴爾·翠帝夏             | 2018年4月1日   | 516       | 1.78                  |
| 傑克為審訊身為牙醫師的嫌疑犯菲利浦·大衛森而做好萬全準備，懷念警探審訊過程的霍爾特也取消了約會，加入他的審訊行動。傑克和霍爾特攜手應付思緒清晰的菲利浦，但菲利浦不僅能有理地推翻警方的各項指控，更擊破他們的各種審訊計畫，甚至還企圖操縱傑克和霍爾特，加深兩人在審訊手法上的分歧。傑克一心想向霍爾特證明自己，因此不顧霍爾特的阻止，擅用誆騙手段卻遭到拆穿，致使審訊過程的正當性遭受質疑。眼看菲利浦即將逍遙法外，傑克靈機一動，決定刺激菲利浦要求完美的個性，並以走運來形容這起零破綻的殺人案，這終讓無法忍受質疑的菲利浦親口認罪。 未登場：史蒂芬妮·碧翠絲 飾演 蘿莎·迪亞茲、泰瑞·克魯斯 飾演 泰瑞·傑福茲、梅麗莎·弗莫洛 飾演 艾美·聖蒂亞可、迪爾克·布洛克 飾演 邁克爾·希區考克、喬爾·麥金農·米勒 飾演 諾姆·史考利 客串：斯特林·K·布朗 飾演 菲利普·大衛森、蘿蜜·羅斯芒 飾演 艾蓮·尼克森 |             |                                   |                  |                              |                |           |                       |
| 105 | 15          | 猜字謎大師 The Puzzle Master      | 艾基瓦·薛佛      | 蘭·費雪                      | 2018年4月8日   | 514       | 1.74                  |
| 在艾美通過警長測驗後，傑克特別依據她的喜好，挑選一起用填字遊戲留下線索的連環縱火案，做為紀念兩人最後一次攜手偵辦的案件，但是當艾美的偶像－－填字遊戲作家梅爾文·史鄧利加入了調查行動、協助警方辦案時，他帥氣的外型卻讓傑克備感威脅。吉娜協助霍爾特應戰其他舊時代的局長候選人，但在身為青年世代的奧莉薇雅·克勞馥加入戰局後，霍爾特才驚覺自己也是個舊時代的「恐龍」。蘿莎、希區考克與史考利對泰瑞申請到的一輛新警用車輛虎視眈眈，在泰瑞坦承自己於四人私下的競爭中作弊後，蘿莎因發現泰瑞總是默默幫助分局裡其他同仁的善心，而認為泰瑞夠格擁有新車。正當挫敗的霍爾特提振精神，打算擊敗奧莉薇雅時，他卻意外發現局長評選委員會對女性的偏頗觀念，因此決定為女性發聲，爭取雙方能夠公平競爭的環境。試圖壓抑嫉妒感的傑克，因辦案方式和梅爾文的思緒有異，而暗自行動卻未能及時阻止下一起縱火案，這令她不得不向艾美坦承他內心的不安，也在受到艾美的安撫之餘，靈光乍現，洞悉出罪案中的謎語並偵破案件。 客串：大衛·弗莫洛 飾演 梅爾文·史鄧利、威爾·秀茨 飾演 山姆·吉普森、艾莉森·托爾曼 飾演 奧莉薇雅·克勞馥總警監 |             |                                   |                  |                              |                |           |                       |
| 106 | 16          | 直銷夢靨 Nutriboom                | 川特·歐當諾      | 大衛·菲利浦斯                | 2018年4月15日  | 515       | 1.79                  |
| 傑克與查爾斯被比爾參與的直銷公司纏上，為了取消合約以取回蜜月基金，傑克設想了一個間諜計畫。艾美新上任的這一天，她對小隊裡的下屬蓋瑞感到煩躁，並驚覺蓋瑞猶如男版的自己。查爾斯假扮成比爾，與傑克一同混入直銷公司總部，並成功竊取了該公司的帳目。艾美受不了蓋瑞的積極態度，因此向泰瑞、蘿莎與吉娜求助，但他們當初躲避艾美的招數都對蓋瑞不管用，這令艾美相當苦惱。傑克和查爾斯聯繫上直銷公司的代言人傑·伊錢德拉薩卡，打算聯手揭露直銷公司的弊端，以及老闆娘黛比·史托佛曼的失蹤真相。艾美經霍爾特的指點，發覺自己從未像霍爾特這般認真傾聽下屬的意見，因此她開始學習重視蓋瑞的才能。當直銷公司搶先對傑洗腦，傑克與查爾斯才發現黛比並未遭遇不測，實際上則是為躲避聯邦調查局而隱匿行蹤。如今，傑克寧願放棄黛比歸還給他的高額月費，也要誓死捍衛正義。 客串：傑·伊錢德拉薩卡 飾演 自己、溫斯頓·史都瑞 飾演 比爾、德魯·塔沃 飾演 蓋瑞·詹寧 |             |                                   |                  |                              |                |           |                       |
| 107 | 17          | 初見妹妹 DFW                      | 傑法·馬穆德      | 傑夫·托波斯基                | 2018年4月15日  | 518       | 1.48                  |
| 傑克既緊張又滿懷期待地迎接來自達拉斯的同父異母妹妹凱特，然而他與艾美卻發覺凱特疑似是個麻煩人物。當泰瑞得知霍爾特選擇向查爾斯請教運動而不是自己後，便試圖證明自己也能做到查爾斯指導的瑜珈動作，結果卻意外受到運動傷害。吉娜極力介紹女性給蘿莎，想藉此平反蘿莎對她介紹對象之能力的質疑，並耍了一些小手段，讓蘿莎不得不對她心服口服。面對凱特一團糟的生活和偏差的行為舉止，傑克為防止凱特搬來紐約與他同居，便暗中邀請凱特的前男友柯特來到紐約，好藉機製造機會讓凱特返回達拉斯。不願承認自己不夠軟骨的泰瑞，因運動傷害而受困於警局一夜，最終在霍爾特與查爾斯的找尋下，才獲得解救。傑克發現柯特未善待凱特後，挺身捍衛妹妹，但凱特也在此時得知傑克看待她的真正心聲，於是打算和傑克斷絕關係。傑克不希望失去與凱特的親情，也想改變家人間的關係，而感同身受的凱特亦抱持相同的想法。 客串：納西姆·帕杜雷德 飾演 凱蒂、麥可·卡薩迪 飾演 威廉、柯克·福克斯 飾演 柯特 |             |                                   |                  |                              |                |           |                       |
| 108 | 18          | 保險理賠 Gray Star Mutual         | 吉歐瓦尼·藍帕西  | 潔西卡·波倫斯基              | 2018年4月22日  | 517       | 1.77                  |
| 在查爾斯因經營餐車生意而陷入經濟困頓之際，他的餐車卻遭人焚毀，而保險理賠調查員竟是阿德利安。吉娜與泰瑞建議霍爾特註冊Twitter帳號，好透過社群媒體的力量，與奧莉薇雅等候選人競爭。艾美為了在工作場所證明自我，試圖掩蓋自己對婚紗的關注，但蘿莎卻要她拋下顧忌、相信自己的警職實力。當阿德利安發現在自己離開後，他對99分局內所發生的所有事情一概不知，傑克等人亦未向他分享後，他開始懷疑自己和99分局同仁的友誼，並帶入私人情緒，拒絕查爾斯的餐車理賠。傑克與查爾斯向保險公司申訴，使得阿德利安遭到開除，但查爾斯仍舊未能因此獲得理賠。在阿德利安終於解開誤會後，他偕同傑克和查爾斯調查縱火案真相，協助查爾斯取得理賠。 客串：傑森·曼薩凱斯 飾演 阿德利安·皮曼托 |             |                                   |                  |                              |                |           |                       |
| 109 | 19          | 告別單身派對 Bachelor/ette Party  | 貝絲·麥卡錫·米勒 | 卡莉·海拉姆·塔許             | 2018年4月29日  | 519       | 1.97                  |
| 負責策畫傑克告別單身派對的查爾斯，精心設計了好幾道的謎題，要傑克同霍爾特以及泰瑞解開，但一心想玩樂的他們，卻瞞著查爾斯暗自享用肉食與美酒。在艾美的告別單身派對上，艾美發覺自己是個無趣又呆板的人，而她唯一做過的一件瘋狂事蹟－－與樂隊歌手的一夜情，卻可能毀了她的婚禮，因為對她癡迷的前男友康斯坦汀將為她的婚禮獻唱。查爾斯發現傑克等三人作弊後，失望的他負氣離去，酒醉的傑克、霍爾特與泰瑞被迫藉由解謎來尋找查爾斯。康斯坦汀計畫於傑克與艾美的婚禮上將艾美搶回來，在無法勸退他的情況下，艾美打破了自身的道德成規，搶走康斯坦汀的合約並付之一炬。傑克透過謎題中的一塊拼圖－－偶像雷金納德·韋爾約翰森，成功尋得查爾斯，除了為自己的行為致歉，他也向查爾斯表明比起解謎，他更想與好友共處同歡的心情。 特別客串：雷金納德·韋爾約翰森 飾演 自己 客串：莎拉·貝克 飾演 凱莉、布雷克·安德森 飾演 康斯坦汀·肯恩 |             |                                   |                  |                              |                |           |                       |
| 110 | 20          | 請求前往 Show Me Going            | 瑪姬·凱莉        | 菲爾·奧加斯塔·傑克森         | 2018年5月6日   | 520       | 1.67                  |
| 傑克的警校同窗布雷特因舊仇而阻礙他加入特勤組的任務，艾美則夾在新舊同事－－制服警察與警探間左右為難。布魯克林高地發生槍擊事件，蘿莎因鄰近槍擊現場而加入警力和歹徒對峙，在99分局同仁擔憂蘿莎的同時，他們卻礙於命令而無法前往支援。傑克藉調查行動來轉移自己和查爾斯的注意力，但隨即發覺他們仍舊懸著一顆擔憂蘿莎安危的心，而泰瑞則產生危機意識，決定更新自己的保險。艾美決定同吉娜修繕蘿莎抱怨連連的廁所，除了能給予蘿莎驚喜，亦可藉此分散注意力，但過程卻不怎麼順遂。傑克打算違背霍爾特的命令，擅自前往現場支援蘿莎，但霍爾特希望他能謹守職位，並協助其他同事克服恐懼、面對現實。傑克最終還是聽取了霍爾特的建言，留在警局安撫緊張的泰瑞，而蘿莎最後也在同事們的期盼下平安歸來。 客串：娜塔莎·羅斯威爾 飾演 黛拉·阿爾瓦拉多、艾基瓦·薛佛 飾演 布雷特·布思 |             |                                   |                  |                              |                |           |                       |
| 111 | 21          | 白鯨記 White Whale                | 麥修·諾達拉      | 馬特·勞頓 卡蘿·柯爾布        | 2018年5月13日  | 521       | 1.75                  |
| 蘿莎的「白鯨」塞吉歐·敏德爾終於現身，艾美決定與她攜手，誓言將這名在七年前從她們手中溜走的逃犯追捕到案。必須在一天內，辦妥多達一週分量之婚禮事宜的傑克，向泰瑞尋求幫助，並借助希區考克與史考利的力量。由於半數的局長評選委員支持身為白人異男的候選人，瓜分另一半票數的霍爾特與奧莉薇雅，得設法讓對方退出選戰。面對屢嚐敗果、深感挫敗的蘿莎，艾美坦承自己的疏忽需為敏德爾當年逃脫成功負責，這令質疑自己多年的蘿莎，因艾美的欺騙而感到氣憤。安排婚禮事宜的種種不順，令傑克擔憂自己無法成為一名好丈夫，身為過來人的泰瑞便指點他「好丈夫」並不在於完美，而是為雙方努力的心意。在霍爾特與奧莉薇雅得知彼此都決定退選、選擇支持對方後，奧莉薇雅協助霍爾特尋找他的退選信件並將它撕毀，期望霍爾特能不辜負她的退讓。在艾美嘗試彌補錯誤、和蘿莎解開誤會後，兩人秉持搭檔精神，順利逮捕了敏德爾。 客串：艾莉森·托爾曼 飾演 奧莉薇雅·克勞馥總警監、卡蘿·赫曼 飾演 優妮絲 |             |                                   |                  |                              |                |           |                       |
| 112 | 22          | 傑克與艾美 Jake & Amy             | 丹·戈爾          | 丹·戈爾 盧克·戴爾·翠帝夏     | 2018年5月20日  | 522       | 1.79                  |
| 在舉行傑克與艾美婚禮的這天，大夥面臨艾美的婚紗沾到污漬、婚禮蛋糕未送達、戒童生病等種種衰事，傑克甚至還接到一通炸彈威脅通知。試圖說服蘿莎重返情場的泰瑞，在同她送洗艾美的頭紗時，有意撮合蘿莎和Uber司機艾莉西亞。霍爾特在與吉娜共同訓練切達擔任「戒狗」時，收到紐約市警察局局長競選的結果通知。傑克、艾美與查爾斯上路追查傑克的宿敵，然而炸彈客其實是對艾美懷恨在心的前科犯，且是從查爾斯的登報內容獲知資訊。成為反爆組組長的泰迪，在協助偵查婚禮現場的炸彈之餘，仍抱持追回艾美的希望。由於拆彈時程長，傑克與艾美被迫取消婚禮，自責的查爾斯便說服兩人在警局舉行婚禮。傑克與艾美在分局同仁的祝福下完婚，受到艾美一席話啟發的霍爾特，也決定勇於面對競選結果。 特別客串：吉娜·羅德里奎 飾演 艾莉西亞 客串：凱爾·柏海莫 飾演 泰迪、弗雷德·阿米森 飾演 梅利普諾斯 |             |                                   |                  |                              |                |           |                       |

## 收視率
| 總集數 | 集數 | 標題              | 播出日期       | 收視／份額 （18–49歲） | 收視 （百萬） | DVR （18–49歲） | DVR收視 （百萬） | 加總 （18–49歲） | 總收視 （百萬） |
| ------ | ---- | ----------------- | -------------- | ---------------------- | ------------- | --------------- | ---------------- | ---------------- | --------------- |
| 91     | 1    | 監獄生活Pt. 1（The Big House Pt. 1） | 2017年9月26日  | 0.7/3                  | 1.96          | 0.7             | 1.24             | 1.4              | 3.21            |
| 92     | 2    | 監獄生活Pt. 2（The Big House Pt. 2） | 2017年10月3日  | 0.6/2                  | 1.74          | 0.7             | 1.24             | 1.3              | 2.99            |
| 93     | 3    | 獄後（Kicks）          | 2017年10月10日 | 0.7/3                  | 1.68          | 0.6             | 1.19             | 1.3              | 2.87            |
| 94     | 4    | 萬聖節驚喜（HalloVeen）    | 2017年10月17日 | 0.6/2                  | 1.69          | 0.7             | 1.22             | 1.3              | 2.90            |
| 95     | 5    | 成癮（Bad Beat）          | 2017年11月7日  | 0.6/2                  | 1.50          | 0.7             | 1.29             | 1.3              | 2.79            |
| 96     | 6    | 婚禮場地（The Venue）      | 2017年11月14日 | 0.6/2                  | 1.64          | 0.6             | 1.14             | 1.2              | 2.78            |
| 97     | 7    | 兩隻火雞（Two Turkeys）      | 2017年11月21日 | 0.6/2                  | 1.66          | 0.7             | 1.34             | 1.3              | 3.00            |
| 98     | 8    | 偶像回歸（Return to Skyfire）      | 2017年11月28日 | 0.7/3                  | 1.73          | 0.6             | 1.16             | 1.3              | 2.89            |
| 99     | 9    | 99分局萬歲！（99）  | 2017年12月5日  | 0.7/3                  | 1.94          | 0.6             | 1.15             | 1.3              | 3.09            |
| 100    | 10   | 遊戲之夜（Game Night）      | 2017年12月12日 | 0.7/3                  | 1.81          | TBD             | TBD              | TBD              | TBD             |
| 101    | 11   | 要求（The Favor）          | 2017年12月12日 | 0.7/3                  | 1.81          | TBD             | TBD              | TBD              | TBD             |
| 102    | 12   | 安全屋（Safe House）        | 2018年3月18日  | 0.9/4                  | 1.92          | 0.6             | TBD              | 1.5              | TBD             |
| 103    | 13   | 談判專家（The Negotiation）      | 2018年3月25日  | 0.9/4                  | 1.83          | TBD             | 0.95             | TBD              | 2.78            |
| 104    | 14   | 徹夜審訊（The Box）      | 2018年4月1日   | 0.8/3                  | 1.78          | TBD             | 1.05             | TBD              | 2.82            |
| 105    | 15   | 猜字謎大師（The Puzzle Master）    | 2018年4月8日   | 0.8/3                  | 1.74          | TBD             | 0.95             | TBD              | 2.70            |
| 106    | 16   | 直銷夢靨（Nutriboom）      | 2018年4月15日  | 0.8/3                  | 1.79          | TBD             | TBD              | TBD              | TBD             |
| 107    | 17   | 初見妹妹（DFW）      | 2018年4月15日  | 0.7/3                  | 1.48          | TBD             | TBD              | TBD              | TBD             |
| 108    | 18   | 保險理賠（Gray Star Mutual）      | 2018年4月22日  | 0.8/3                  | 1.77          | TBD             | TBD              | TBD              | TBD             |
| 109    | 19   | 告別單身派對（Bachelor/ette Party）  | 2018年4月29日  | 0.9/4                  | 1.97          | TBD             | TBD              | TBD              | TBD             |
| 110    | 20   | 加入行動（Show Me Going）      | 2018年5月6日   | 0.7/3                  | 1.67          | TBD             | TBD              | TBD              | TBD             |
| 111    | 21   | （）              | 2018年5月13日  | 0.8/4                  | 1.75          | TBD             | TBD              | TBD              | TBD             |
| 112    | 22   | 傑克與艾美（Jake & Amy）    | 2018年5月20日  | 0.8/3                  | 1.79          | TBD             | TBD              | TBD              | TBD             |
| 平均   | 平均 | 平均              | 平均           | 0.7                    | 1.76          | 0.6             | 1.04             | 1.3              | 2.80            |

## 評價
本劇獲得電視評論家好評，於爛番茄整合的評論中，本季獲得了100%新鮮度、7.5/10分（5位評論家）。
評論家前十大電視節目排名
- No. 5　SpoilerTV
- No. 4　今日美國
- No. 10　綜藝雜誌（莫琳·萊恩）
- –　CinemaBlend

## 獎項
| 年度 | 大獎          | 獎項             | 提名者           | 結果 |
| ---- | ------------- | ---------------- | ---------------- | ---- |
| 2017 | IGN獎         | 最佳喜劇類影集獎 | 最佳喜劇類影集獎 | 提名 |
| 2017 | IGN人民選擇獎 | 最佳喜劇類影集獎 | 最佳喜劇類影集獎 | 提名 |
| 2018 | GLAAD媒體獎   | 最佳喜劇類影集獎 | 最佳喜劇類影集獎 | 獲獎 |

## 備註
1. ↑  Diva譯名，Netflix翻譯為「監獄（一）」。
2. ↑  Diva譯名，Netflix翻譯為「監獄（二）」。
3. ↑  Diva譯名，Netflix翻譯為「球鞋」。
4. ↑  Diva譯名，Netflix翻譯為「萬聖節爭奪戰」。
5. ↑  Diva譯名，Netflix翻譯為「爆冷門」。
6. ↑  Diva譯名，Netflix翻譯為「結婚場地」。
7. ↑  Diva譯名，Netflix翻譯為「回歸《天火》」。
8. ↑  Diva譯名，Netflix翻譯為「人情」。
9. ↑  Netflix譯名，Diva翻譯為「談判專家」。
10. ↑  Netflix譯名，Diva翻譯為「徹夜審訊」。
11. ↑  Diva譯名，Netflix翻譯為「紐崔瘋」。
12. ↑  Diva譯名，Netflix翻譯為「達拉斯沃斯堡」。
13. ↑  Diva譯名，Netflix翻譯為「灰星相互保險」。
14. ↑  Diva譯名，Netflix翻譯為「告別單身趴」。
15. ↑  Netflix譯名，Diva翻譯為「加入行動」。
16. ↑  Diva譯名，Netflix翻譯為「白鯨」。

## 外部連結
- 官方网站
- 《《荒唐分局》》各集列表 来自互联网电影数据库